# 1983年のアメリカンリーグチャンピオンシップシリーズ
1983年の野球において、メジャーリーグベースボール（MLB）のポストシーズンは10月4日に開幕した。アメリカンリーグの第15回リーグチャンピオンシップシリーズ（英語: 15th American League Championship Series、以下「リーグ優勝決定戦」と表記）は、翌5日から8日にかけて計4試合が開催された。その結果、ボルチモア・オリオールズ（東地区）がシカゴ・ホワイトソックス（西地区）を3勝1敗で下し、4年ぶり7回目のリーグ優勝およびワールドシリーズ進出を果たした。
この年のレギュラーシーズンでは両球団は12試合対戦し、オリオールズが7勝5敗と勝ち越していた。ホワイトソックスはこの年、レギュラーシーズンではリーグ最多の800得点を挙げていたが、今シリーズでは4試合で計3得点に封じられた。これは、1970年ナショナルリーグ優勝決定戦のピッツバーグ・パイレーツと並び、リーグ優勝決定戦史上最少である。シリーズMVPには、第2戦に先発登板して9イニング14奪三振で完封勝利を挙げたオリオールズのマイク・ボディッカーが選出された。ボディッカーは1980年デビューの4年目ながら、過去3年で計38.2イニングしか投じておらず、この年も新人王受賞資格を有していた。新人選手がポストシーズンのシリーズでMVPを受賞するのは、1959年ワールドシリーズでのラリー・シェリー以来24年ぶり2人目だった。このあとオリオールズは、ワールドシリーズでもナショナルリーグ王者フィラデルフィア・フィリーズを4勝1敗で下し、13年ぶり3回目の優勝を成し遂げた。

## 試合結果
1983年のアメリカンリーグ優勝決定戦は10月5日に開幕し、4日間で4試合が行われた。日程・結果は以下の通り。
| 日付                                                    | 試合  | ビジター球団（先攻）     | スコア | ホーム球団（後攻）       | 開催球場               | 開催球場                                       |
| ------------------------------------------------------- | ----- | ------------------------ | ------ | ------------------------ | ---------------------- | ---------------------------------------------- |
| 10月05日（水）                                          | 第1戦 | シカゴ・ホワイトソックス | 2－1   | ボルチモア・オリオールズ | メモリアル・スタジアム | メモリアル・ · スタジアムコミスキー・ · パーク |
| 10月06日（木）                                          | 第2戦 | シカゴ・ホワイトソックス | 0－4   | ボルチモア・オリオールズ | メモリアル・スタジアム | メモリアル・ · スタジアムコミスキー・ · パーク |
| 10月07日（金）                                          | 第3戦 | ボルチモア・オリオールズ | 11－1  | シカゴ・ホワイトソックス | コミスキー・パーク     | メモリアル・ · スタジアムコミスキー・ · パーク |
| 10月08日（土）                                          | 第4戦 | ボルチモア・オリオールズ | 3－0   | シカゴ・ホワイトソックス | コミスキー・パーク     | メモリアル・ · スタジアムコミスキー・ · パーク |
| 優勝：ボルチモア・オリオールズ（3勝1敗 / 4年ぶり7度目） |       |                          |        |                          |                        | メモリアル・ · スタジアムコミスキー・ · パーク |

### 第1戦 10月5日
- メモリアル・スタジアム（メリーランド州ボルチモア）

|                          | 1 | 2 | 3 | 4 | 5 | 6 | 7 | 8 | 9 | R | H | E |
| ------------------------ | - | - | - | - | - | - | - | - | - | - | - | - |
| シカゴ・ホワイトソックス | 0 | 0 | 1 | 0 | 0 | 1 | 0 | 0 | 0 | 2 | 7 | 0 |
| ボルチモア・オリオールズ | 0 | 0 | 0 | 0 | 0 | 0 | 0 | 0 | 1 | 1 | 5 | 1 |

1. 勝利：ラマー・ホイト（1勝）
2. 敗戦：スコット・マクレガー（1敗）
3. 審判
［球審］ジム・マッキーン
［塁審］一塁: ダーウッド・メリル、二塁: ニック・ブレミガン、三塁: ジム・エバンス
［外審］左翼: デーブ・フィリップス、右翼: マイク・ライリー
4. 試合開始時刻: 東部夏時間（UTC-4）午後3時9分  試合時間: 2時間38分  観客: 5万1289人  気温: 81°F（27.2°C）
詳細: MLB.com Gameday / Baseball-Reference.com

| シカゴ・ホワイトソックス | シカゴ・ホワイトソックス | シカゴ・ホワイトソックス | シカゴ・ホワイトソックス | シカゴ・ホワイトソックス                                                                                          | ボルチモア・オリオールズ | ボルチモア・オリオールズ | ボルチモア・オリオールズ | ボルチモア・オリオールズ | ボルチモア・オリオールズ |
| ------------------------ | ------------------------ | ------------------------ | ------------------------ | --- | ------------------------ | ------------------------ | ------------------------ | ------------------------ | --- |
| 打順                     | 守備                     | 選手                     | 打席                     | L・ホイトC・フィスクT・パチョ · レックJ・クルーズV・ローS・フレッチャーR・キトルR・ローH・ベインズG・ルジンスキー | 打順                     | 守備                     | 選手                     | 打席                     | S・マクレガーR・デンプシーE・マレーR・ダウアーT・クルーズC・リプケンJr.J・ローウェン · スタインA・バンブリーD・フォードK・シングルトン |
| 1                        | 中                       | R・ロー                  | 左                       | L・ホイトC・フィスクT・パチョ · レックJ・クルーズV・ローS・フレッチャーR・キトルR・ローH・ベインズG・ルジンスキー | 1                        | 中                       | A・バンブリー            | 左                       | S・マクレガーR・デンプシーE・マレーR・ダウアーT・クルーズC・リプケンJr.J・ローウェン · スタインA・バンブリーD・フォードK・シングルトン |
| 2                        | 捕                       | C・フィスク              | 右                       | L・ホイトC・フィスクT・パチョ · レックJ・クルーズV・ローS・フレッチャーR・キトルR・ローH・ベインズG・ルジンスキー | 2                        | 右                       | D・フォード              | 右                       | S・マクレガーR・デンプシーE・マレーR・ダウアーT・クルーズC・リプケンJr.J・ローウェン · スタインA・バンブリーD・フォードK・シングルトン |
| 3                        | 一                       | T・パチョレック          | 右                       | L・ホイトC・フィスクT・パチョ · レックJ・クルーズV・ローS・フレッチャーR・キトルR・ローH・ベインズG・ルジンスキー | 3                        | 遊                       | C・リプケンJr.           | 右                       | S・マクレガーR・デンプシーE・マレーR・ダウアーT・クルーズC・リプケンJr.J・ローウェン · スタインA・バンブリーD・フォードK・シングルトン |
| 4                        | DH                       | G・ルジンスキー          | 右                       | L・ホイトC・フィスクT・パチョ · レックJ・クルーズV・ローS・フレッチャーR・キトルR・ローH・ベインズG・ルジンスキー | 4                        | 一                       | E・マレー                | 両                       | S・マクレガーR・デンプシーE・マレーR・ダウアーT・クルーズC・リプケンJr.J・ローウェン · スタインA・バンブリーD・フォードK・シングルトン |
| 5                        | 左                       | R・キトル                | 右                       | L・ホイトC・フィスクT・パチョ · レックJ・クルーズV・ローS・フレッチャーR・キトルR・ローH・ベインズG・ルジンスキー | 5                        | 左                       | J・ローウェンスタイン    | 左                       | S・マクレガーR・デンプシーE・マレーR・ダウアーT・クルーズC・リプケンJr.J・ローウェン · スタインA・バンブリーD・フォードK・シングルトン |
| 6                        | 右                       | H・ベインズ              | 左                       | L・ホイトC・フィスクT・パチョ · レックJ・クルーズV・ローS・フレッチャーR・キトルR・ローH・ベインズG・ルジンスキー | 6                        | DH                       | K・シングルトン          | 両                       | S・マクレガーR・デンプシーE・マレーR・ダウアーT・クルーズC・リプケンJr.J・ローウェン · スタインA・バンブリーD・フォードK・シングルトン |
| 7                        | 三                       | V・ロー                  | 右                       | L・ホイトC・フィスクT・パチョ · レックJ・クルーズV・ローS・フレッチャーR・キトルR・ローH・ベインズG・ルジンスキー | 7                        | 二                       | R・ダウアー              | 右                       | S・マクレガーR・デンプシーE・マレーR・ダウアーT・クルーズC・リプケンJr.J・ローウェン · スタインA・バンブリーD・フォードK・シングルトン |
| 8                        | 遊                       | S・フレッチャー          | 右                       | L・ホイトC・フィスクT・パチョ · レックJ・クルーズV・ローS・フレッチャーR・キトルR・ローH・ベインズG・ルジンスキー | 8                        | 三                       | T・クルーズ              | 右                       | S・マクレガーR・デンプシーE・マレーR・ダウアーT・クルーズC・リプケンJr.J・ローウェン · スタインA・バンブリーD・フォードK・シングルトン |
| 9                        | 二                       | J・クルーズ              | 両                       | L・ホイトC・フィスクT・パチョ · レックJ・クルーズV・ローS・フレッチャーR・キトルR・ローH・ベインズG・ルジンスキー | 9                        | 捕                       | R・デンプシー            | 右                       | S・マクレガーR・デンプシーE・マレーR・ダウアーT・クルーズC・リプケンJr.J・ローウェン · スタインA・バンブリーD・フォードK・シングルトン |
| 先発投手                 | 先発投手                 | 先発投手                 | 投球                     | L・ホイトC・フィスクT・パチョ · レックJ・クルーズV・ローS・フレッチャーR・キトルR・ローH・ベインズG・ルジンスキー | 先発投手                 | 先発投手                 | 先発投手                 | 投球                     | S・マクレガーR・デンプシーE・マレーR・ダウアーT・クルーズC・リプケンJr.J・ローウェン · スタインA・バンブリーD・フォードK・シングルトン |
| L・ホイト                | L・ホイト                | L・ホイト                | 右                       | L・ホイトC・フィスクT・パチョ · レックJ・クルーズV・ローS・フレッチャーR・キトルR・ローH・ベインズG・ルジンスキー | S・マクレガー            | S・マクレガー            | S・マクレガー            | 左                       | S・マクレガーR・デンプシーE・マレーR・ダウアーT・クルーズC・リプケンJr.J・ローウェン · スタインA・バンブリーD・フォードK・シングルトン |

### 第2戦 10月6日
- メモリアル・スタジアム（メリーランド州ボルチモア）

|                          | 1 | 2 | 3 | 4 | 5 | 6 | 7 | 8 | 9 | R | H | E |
| ------------------------ | - | - | - | - | - | - | - | - | - | - | - | - |
| シカゴ・ホワイトソックス | 0 | 0 | 0 | 0 | 0 | 0 | 0 | 0 | 0 | 0 | 5 | 2 |
| ボルチモア・オリオールズ | 0 | 1 | 0 | 1 | 0 | 2 | 0 | 0 | X | 4 | 6 | 0 |

1. 勝利：マイク・ボディッカー（1勝）
2. 敗戦：フロイド・バニスター（1敗）
3. 本塁打
BAL：ゲイリー・レニキー1号2ラン
4. 審判
［球審］ダーウッド・メリル
［塁審］一塁: ニック・ブレミガン、二塁: ジム・エバンス、三塁: デーブ・フィリップス
［外審］左翼: マイク・ライリー、右翼: ジム・マッキーン
5. 試合開始時刻: 東部夏時間（UTC-4）午後8時40分  試合時間: 2時間51分  観客: 5万2347人  気温: 71°F（21.7°C）
詳細: MLB.com Gameday / Baseball-Reference.com

| シカゴ・ホワイトソックス | シカゴ・ホワイトソックス | シカゴ・ホワイトソックス | シカゴ・ホワイトソックス | シカゴ・ホワイトソックス                                                                                              | ボルチモア・オリオールズ | ボルチモア・オリオールズ | ボルチモア・オリオールズ | ボルチモア・オリオールズ | ボルチモア・オリオールズ |
| ------------------------ | ------------------------ | ------------------------ | ------------------------ | --- | ------------------------ | ------------------------ | ------------------------ | ------------------------ | --- |
| 打順                     | 守備                     | 選手                     | 打席                     | F・バニスターC・フィスクT・パチョ · レックJ・クルーズV・ローS・フレッチャーR・キトルR・ローH・ベインズG・ルジンスキー | 打順                     | 守備                     | 選手                     | 打席                     | M・ボディッカーR・デンプシーE・マレーR・ダウアーT・クルーズC・リプケンJr.G・レニキーJ・シェルビーT・ランドラムK・シングルトン |
| 1                        | 中                       | R・ロー                  | 左                       | F・バニスターC・フィスクT・パチョ · レックJ・クルーズV・ローS・フレッチャーR・キトルR・ローH・ベインズG・ルジンスキー | 1                        | 中                       | J・シェルビー            | 両                       | M・ボディッカーR・デンプシーE・マレーR・ダウアーT・クルーズC・リプケンJr.G・レニキーJ・シェルビーT・ランドラムK・シングルトン |
| 2                        | 捕                       | C・フィスク              | 右                       | F・バニスターC・フィスクT・パチョ · レックJ・クルーズV・ローS・フレッチャーR・キトルR・ローH・ベインズG・ルジンスキー | 2                        | 右                       | T・ランドラム            | 右                       | M・ボディッカーR・デンプシーE・マレーR・ダウアーT・クルーズC・リプケンJr.G・レニキーJ・シェルビーT・ランドラムK・シングルトン |
| 3                        | 右                       | H・ベインズ              | 左                       | F・バニスターC・フィスクT・パチョ · レックJ・クルーズV・ローS・フレッチャーR・キトルR・ローH・ベインズG・ルジンスキー | 3                        | 遊                       | C・リプケンJr.           | 右                       | M・ボディッカーR・デンプシーE・マレーR・ダウアーT・クルーズC・リプケンJr.G・レニキーJ・シェルビーT・ランドラムK・シングルトン |
| 4                        | DH                       | G・ルジンスキー          | 右                       | F・バニスターC・フィスクT・パチョ · レックJ・クルーズV・ローS・フレッチャーR・キトルR・ローH・ベインズG・ルジンスキー | 4                        | 一                       | E・マレー                | 両                       | M・ボディッカーR・デンプシーE・マレーR・ダウアーT・クルーズC・リプケンJr.G・レニキーJ・シェルビーT・ランドラムK・シングルトン |
| 5                        | 一                       | T・パチョレック          | 右                       | F・バニスターC・フィスクT・パチョ · レックJ・クルーズV・ローS・フレッチャーR・キトルR・ローH・ベインズG・ルジンスキー | 5                        | 左                       | G・レニキー              | 右                       | M・ボディッカーR・デンプシーE・マレーR・ダウアーT・クルーズC・リプケンJr.G・レニキーJ・シェルビーT・ランドラムK・シングルトン |
| 6                        | 左                       | R・キトル                | 右                       | F・バニスターC・フィスクT・パチョ · レックJ・クルーズV・ローS・フレッチャーR・キトルR・ローH・ベインズG・ルジンスキー | 6                        | DH                       | K・シングルトン          | 両                       | M・ボディッカーR・デンプシーE・マレーR・ダウアーT・クルーズC・リプケンJr.G・レニキーJ・シェルビーT・ランドラムK・シングルトン |
| 7                        | 三                       | V・ロー                  | 右                       | F・バニスターC・フィスクT・パチョ · レックJ・クルーズV・ローS・フレッチャーR・キトルR・ローH・ベインズG・ルジンスキー | 7                        | 二                       | R・ダウアー              | 右                       | M・ボディッカーR・デンプシーE・マレーR・ダウアーT・クルーズC・リプケンJr.G・レニキーJ・シェルビーT・ランドラムK・シングルトン |
| 8                        | 遊                       | S・フレッチャー          | 右                       | F・バニスターC・フィスクT・パチョ · レックJ・クルーズV・ローS・フレッチャーR・キトルR・ローH・ベインズG・ルジンスキー | 8                        | 三                       | T・クルーズ              | 右                       | M・ボディッカーR・デンプシーE・マレーR・ダウアーT・クルーズC・リプケンJr.G・レニキーJ・シェルビーT・ランドラムK・シングルトン |
| 9                        | 二                       | J・クルーズ              | 両                       | F・バニスターC・フィスクT・パチョ · レックJ・クルーズV・ローS・フレッチャーR・キトルR・ローH・ベインズG・ルジンスキー | 9                        | 捕                       | R・デンプシー            | 右                       | M・ボディッカーR・デンプシーE・マレーR・ダウアーT・クルーズC・リプケンJr.G・レニキーJ・シェルビーT・ランドラムK・シングルトン |
| 先発投手                 | 先発投手                 | 先発投手                 | 投球                     | F・バニスターC・フィスクT・パチョ · レックJ・クルーズV・ローS・フレッチャーR・キトルR・ローH・ベインズG・ルジンスキー | 先発投手                 | 先発投手                 | 先発投手                 | 投球                     | M・ボディッカーR・デンプシーE・マレーR・ダウアーT・クルーズC・リプケンJr.G・レニキーJ・シェルビーT・ランドラムK・シングルトン |
| F・バニスター            | F・バニスター            | F・バニスター            | 左                       | F・バニスターC・フィスクT・パチョ · レックJ・クルーズV・ローS・フレッチャーR・キトルR・ローH・ベインズG・ルジンスキー | M・ボディッカー          | M・ボディッカー          | M・ボディッカー          | 右                       | M・ボディッカーR・デンプシーE・マレーR・ダウアーT・クルーズC・リプケンJr.G・レニキーJ・シェルビーT・ランドラムK・シングルトン |

### 第3戦 10月7日
- コミスキー・パーク（イリノイ州シカゴ）

|                          | 1 | 2 | 3 | 4 | 5 | 6 | 7 | 8 | 9 | R  | H | E |
| ------------------------ | - | - | - | - | - | - | - | - | - | -- | - | - |
| ボルチモア・オリオールズ | 3 | 1 | 0 | 0 | 2 | 0 | 0 | 1 | 4 | 11 | 8 | 0 |
| シカゴ・ホワイトソックス | 0 | 1 | 0 | 0 | 0 | 0 | 0 | 0 | 0 | 1  | 6 | 1 |

1. 勝利：マイク・フラナガン（1勝）
2. セーブ：サミー・スチュワート（1S）
3. 敗戦：リチャード・ドットソン（1敗）
4. 本塁打
BAL：エディ・マレー1号3ラン
5. 審判
［球審］ニック・ブレミガン
［塁審］一塁: ジム・エバンス、二塁: デーブ・フィリップス、三塁: マイク・ライリー
［外審］左翼: ジム・マッキーン、右翼: ダーウッド・メリル
6. 試合開始時刻: 中部夏時間（UTC-5）午後7時33分  試合時間: 2時間58分  観客: 4万6635人  気温: 76°F（24.4°C）
詳細: MLB.com Gameday / Baseball-Reference.com

| ボルチモア・オリオールズ | ボルチモア・オリオールズ | ボルチモア・オリオールズ | ボルチモア・オリオールズ | ボルチモア・オリオールズ | シカゴ・ホワイトソックス | シカゴ・ホワイトソックス | シカゴ・ホワイトソックス | シカゴ・ホワイトソックス | シカゴ・ホワイトソックス                                                                                              |
| ------------------------ | ------------------------ | ------------------------ | ------------------------ | --- | ------------------------ | ------------------------ | ------------------------ | ------------------------ | --- |
| 打順                     | 守備                     | 選手                     | 打席                     | M・フラナガンR・デンプシーE・マレーR・ダウアーT・クルーズC・リプケンJr.J・ローウェン · スタインA・バンブリーJ・ドワイヤーK・シングルトン | 打順                     | 守備                     | 選手                     | 打席                     | R・ドットソンC・フィスクT・パチョ · レックJ・クルーズV・ローS・フレッチャーR・キトルR・ローH・ベインズG・ルジンスキー |
| 1                        | 中                       | A・バンブリー            | 左                       | M・フラナガンR・デンプシーE・マレーR・ダウアーT・クルーズC・リプケンJr.J・ローウェン · スタインA・バンブリーJ・ドワイヤーK・シングルトン | 1                        | 中                       | R・ロー                  | 左                       | R・ドットソンC・フィスクT・パチョ · レックJ・クルーズV・ローS・フレッチャーR・キトルR・ローH・ベインズG・ルジンスキー |
| 2                        | 右                       | J・ドワイヤー            | 左                       | M・フラナガンR・デンプシーE・マレーR・ダウアーT・クルーズC・リプケンJr.J・ローウェン · スタインA・バンブリーJ・ドワイヤーK・シングルトン | 2                        | 捕                       | C・フィスク              | 右                       | R・ドットソンC・フィスクT・パチョ · レックJ・クルーズV・ローS・フレッチャーR・キトルR・ローH・ベインズG・ルジンスキー |
| 3                        | 遊                       | C・リプケンJr.           | 右                       | M・フラナガンR・デンプシーE・マレーR・ダウアーT・クルーズC・リプケンJr.J・ローウェン · スタインA・バンブリーJ・ドワイヤーK・シングルトン | 3                        | 一                       | T・パチョレック          | 右                       | R・ドットソンC・フィスクT・パチョ · レックJ・クルーズV・ローS・フレッチャーR・キトルR・ローH・ベインズG・ルジンスキー |
| 4                        | 一                       | E・マレー                | 両                       | M・フラナガンR・デンプシーE・マレーR・ダウアーT・クルーズC・リプケンJr.J・ローウェン · スタインA・バンブリーJ・ドワイヤーK・シングルトン | 4                        | DH                       | G・ルジンスキー          | 右                       | R・ドットソンC・フィスクT・パチョ · レックJ・クルーズV・ローS・フレッチャーR・キトルR・ローH・ベインズG・ルジンスキー |
| 5                        | 左                       | J・ローウェンスタイン    | 左                       | M・フラナガンR・デンプシーE・マレーR・ダウアーT・クルーズC・リプケンJr.J・ローウェン · スタインA・バンブリーJ・ドワイヤーK・シングルトン | 5                        | 左                       | R・キトル                | 右                       | R・ドットソンC・フィスクT・パチョ · レックJ・クルーズV・ローS・フレッチャーR・キトルR・ローH・ベインズG・ルジンスキー |
| 6                        | DH                       | K・シングルトン          | 両                       | M・フラナガンR・デンプシーE・マレーR・ダウアーT・クルーズC・リプケンJr.J・ローウェン · スタインA・バンブリーJ・ドワイヤーK・シングルトン | 6                        | 右                       | H・ベインズ              | 左                       | R・ドットソンC・フィスクT・パチョ · レックJ・クルーズV・ローS・フレッチャーR・キトルR・ローH・ベインズG・ルジンスキー |
| 7                        | 二                       | R・ダウアー              | 右                       | M・フラナガンR・デンプシーE・マレーR・ダウアーT・クルーズC・リプケンJr.J・ローウェン · スタインA・バンブリーJ・ドワイヤーK・シングルトン | 7                        | 三                       | V・ロー                  | 右                       | R・ドットソンC・フィスクT・パチョ · レックJ・クルーズV・ローS・フレッチャーR・キトルR・ローH・ベインズG・ルジンスキー |
| 8                        | 三                       | T・クルーズ              | 右                       | M・フラナガンR・デンプシーE・マレーR・ダウアーT・クルーズC・リプケンJr.J・ローウェン · スタインA・バンブリーJ・ドワイヤーK・シングルトン | 8                        | 遊                       | S・フレッチャー          | 右                       | R・ドットソンC・フィスクT・パチョ · レックJ・クルーズV・ローS・フレッチャーR・キトルR・ローH・ベインズG・ルジンスキー |
| 9                        | 捕                       | R・デンプシー            | 右                       | M・フラナガンR・デンプシーE・マレーR・ダウアーT・クルーズC・リプケンJr.J・ローウェン · スタインA・バンブリーJ・ドワイヤーK・シングルトン | 9                        | 二                       | J・クルーズ              | 両                       | R・ドットソンC・フィスクT・パチョ · レックJ・クルーズV・ローS・フレッチャーR・キトルR・ローH・ベインズG・ルジンスキー |
| 先発投手                 | 先発投手                 | 先発投手                 | 投球                     | M・フラナガンR・デンプシーE・マレーR・ダウアーT・クルーズC・リプケンJr.J・ローウェン · スタインA・バンブリーJ・ドワイヤーK・シングルトン | 先発投手                 | 先発投手                 | 先発投手                 | 投球                     | R・ドットソンC・フィスクT・パチョ · レックJ・クルーズV・ローS・フレッチャーR・キトルR・ローH・ベインズG・ルジンスキー |
| M・フラナガン            | M・フラナガン            | M・フラナガン            | 左                       | M・フラナガンR・デンプシーE・マレーR・ダウアーT・クルーズC・リプケンJr.J・ローウェン · スタインA・バンブリーJ・ドワイヤーK・シングルトン | R・ドットソン            | R・ドットソン            | R・ドットソン            | 右                       | R・ドットソンC・フィスクT・パチョ · レックJ・クルーズV・ローS・フレッチャーR・キトルR・ローH・ベインズG・ルジンスキー |

### 第4戦 10月8日
- コミスキー・パーク（イリノイ州シカゴ）

|                          | 1 | 2 | 3 | 4 | 5 | 6 | 7 | 8 | 9 | 10 | R | H  | E |
| ------------------------ | - | - | - | - | - | - | - | - | - | -- | - | -- | - |
| ボルチモア・オリオールズ | 0 | 0 | 0 | 0 | 0 | 0 | 0 | 0 | 0 | 3  | 3 | 9  | 0 |
| シカゴ・ホワイトソックス | 0 | 0 | 0 | 0 | 0 | 0 | 0 | 0 | 0 | 0  | 0 | 10 | 0 |

1. 勝利：ティッピー・マルティネス（1勝）
2. 敗戦：ブリット・バーンズ（1敗）
3. 本塁打
BAL：ティト・ランドラム1号ソロ
4. 審判
［球審］ジム・エバンス
［塁審］一塁: デーブ・フィリップス、二塁: マイク・ライリー、三塁: ジム・マッキーン
［外審］左翼: ダーウッド・メリル、右翼: ニック・ブレミガン
5. 試合開始時刻: 中部夏時間（UTC-5）午後0時11分  試合時間: 3時間41分  観客: 4万5477人  気温: 57°F（13.9°C）
詳細: MLB.com Gameday / Baseball-Reference.com

| ボルチモア・オリオールズ | ボルチモア・オリオールズ | ボルチモア・オリオールズ | ボルチモア・オリオールズ | ボルチモア・オリオールズ                                                                                                  | シカゴ・ホワイトソックス | シカゴ・ホワイトソックス | シカゴ・ホワイトソックス | シカゴ・ホワイトソックス | シカゴ・ホワイトソックス |
| ------------------------ | ------------------------ | ------------------------ | ------------------------ | --- | ------------------------ | ------------------------ | ------------------------ | ------------------------ | --- |
| 打順                     | 守備                     | 選手                     | 打席                     | S・デービスR・デンプシーE・マレーR・ダウアーT・クルーズC・リプケンJr.G・レニキーJ・シェルビーT・ランドラムK・シングルトン | 打順                     | 守備                     | 選手                     | 打席                     | B・バーンズC・フィスクG・ウォーカーJ・クルーズV・ローJ・ディブジン · スキーT・パチョレックR・ローH・ベインズG・ルジンスキー |
| 1                        | 中                       | J・シェルビー            | 両                       | S・デービスR・デンプシーE・マレーR・ダウアーT・クルーズC・リプケンJr.G・レニキーJ・シェルビーT・ランドラムK・シングルトン | 1                        | 中                       | R・ロー                  | 左                       | B・バーンズC・フィスクG・ウォーカーJ・クルーズV・ローJ・ディブジン · スキーT・パチョレックR・ローH・ベインズG・ルジンスキー |
| 2                        | 右                       | T・ランドラム            | 右                       | S・デービスR・デンプシーE・マレーR・ダウアーT・クルーズC・リプケンJr.G・レニキーJ・シェルビーT・ランドラムK・シングルトン | 2                        | 捕                       | C・フィスク              | 右                       | B・バーンズC・フィスクG・ウォーカーJ・クルーズV・ローJ・ディブジン · スキーT・パチョレックR・ローH・ベインズG・ルジンスキー |
| 3                        | 遊                       | C・リプケンJr.           | 右                       | S・デービスR・デンプシーE・マレーR・ダウアーT・クルーズC・リプケンJr.G・レニキーJ・シェルビーT・ランドラムK・シングルトン | 3                        | 右                       | H・ベインズ              | 左                       | B・バーンズC・フィスクG・ウォーカーJ・クルーズV・ローJ・ディブジン · スキーT・パチョレックR・ローH・ベインズG・ルジンスキー |
| 4                        | 一                       | E・マレー                | 両                       | S・デービスR・デンプシーE・マレーR・ダウアーT・クルーズC・リプケンJr.G・レニキーJ・シェルビーT・ランドラムK・シングルトン | 4                        | DH                       | G・ルジンスキー          | 右                       | B・バーンズC・フィスクG・ウォーカーJ・クルーズV・ローJ・ディブジン · スキーT・パチョレックR・ローH・ベインズG・ルジンスキー |
| 5                        | 左                       | G・レニキー              | 右                       | S・デービスR・デンプシーE・マレーR・ダウアーT・クルーズC・リプケンJr.G・レニキーJ・シェルビーT・ランドラムK・シングルトン | 5                        | 左                       | T・パチョレック          | 右                       | B・バーンズC・フィスクG・ウォーカーJ・クルーズV・ローJ・ディブジン · スキーT・パチョレックR・ローH・ベインズG・ルジンスキー |
| 6                        | DH                       | K・シングルトン          | 両                       | S・デービスR・デンプシーE・マレーR・ダウアーT・クルーズC・リプケンJr.G・レニキーJ・シェルビーT・ランドラムK・シングルトン | 6                        | 一                       | G・ウォーカー            | 左                       | B・バーンズC・フィスクG・ウォーカーJ・クルーズV・ローJ・ディブジン · スキーT・パチョレックR・ローH・ベインズG・ルジンスキー |
| 7                        | 二                       | R・ダウアー              | 右                       | S・デービスR・デンプシーE・マレーR・ダウアーT・クルーズC・リプケンJr.G・レニキーJ・シェルビーT・ランドラムK・シングルトン | 7                        | 三                       | V・ロー                  | 右                       | B・バーンズC・フィスクG・ウォーカーJ・クルーズV・ローJ・ディブジン · スキーT・パチョレックR・ローH・ベインズG・ルジンスキー |
| 8                        | 三                       | T・クルーズ              | 右                       | S・デービスR・デンプシーE・マレーR・ダウアーT・クルーズC・リプケンJr.G・レニキーJ・シェルビーT・ランドラムK・シングルトン | 8                        | 遊                       | J・ディブジンスキー      | 右                       | B・バーンズC・フィスクG・ウォーカーJ・クルーズV・ローJ・ディブジン · スキーT・パチョレックR・ローH・ベインズG・ルジンスキー |
| 9                        | 捕                       | R・デンプシー            | 右                       | S・デービスR・デンプシーE・マレーR・ダウアーT・クルーズC・リプケンJr.G・レニキーJ・シェルビーT・ランドラムK・シングルトン | 9                        | 二                       | J・クルーズ              | 両                       | B・バーンズC・フィスクG・ウォーカーJ・クルーズV・ローJ・ディブジン · スキーT・パチョレックR・ローH・ベインズG・ルジンスキー |
| 先発投手                 | 先発投手                 | 先発投手                 | 投球                     | S・デービスR・デンプシーE・マレーR・ダウアーT・クルーズC・リプケンJr.G・レニキーJ・シェルビーT・ランドラムK・シングルトン | 先発投手                 | 先発投手                 | 先発投手                 | 投球                     | B・バーンズC・フィスクG・ウォーカーJ・クルーズV・ローJ・ディブジン · スキーT・パチョレックR・ローH・ベインズG・ルジンスキー |
| S・デービス              | S・デービス              | S・デービス              | 右                       | S・デービスR・デンプシーE・マレーR・ダウアーT・クルーズC・リプケンJr.G・レニキーJ・シェルビーT・ランドラムK・シングルトン | B・バーンズ              | B・バーンズ              | B・バーンズ              | 左                       | B・バーンズC・フィスクG・ウォーカーJ・クルーズV・ローJ・ディブジン · スキーT・パチョレックR・ローH・ベインズG・ルジンスキー |